# Josef Engling
Josef Engling (Prositten, 5 de enero de 1898 - Cambrai, 4 de octubre de 1918) era un joven seminarista schoenstattiano alemán, conocido como "El León de Cambrai".
Desde el año 1998 se está procesando su beatificación.

## Infancia y juventud
Nació en Prositten, (Prusia Oriental) Alemania, en el seno de una familia campesina y muy cristiana. Tenía ciertos rasgos físicos que no lo hacían muy popular (era encorvado, torpe, y tartamudeaba en la hora de hablar) y que acrecentaban su timidez. Por otro lado, Engling era perseverante y tenía una fuerte atracción a hogar, además de un carácter profundo y piadoso.
Ingresa al Seminario de los Padres Pallottinos en el mes de septiembre de 1912, en Schoenstatt. Logró ganarse el respeto y admiración de sus compañeros y ser el primero de su clase. Como seminarista, conoció al padre Josef Kentenich, quien sería su guía espiritual.

## Su muerte en el campo de batalla
Murió en 1918, durante la Primera Guerra Mundial. En una batalla, en la zona de Cambrai, Francia, la patrulla de José se había quedado sin provisiones y el camión con éstas estaba a 2 km de distancia. La zona estaba siendo bombardeada y nadie quería ir, ya que todos tenían familia. Le dicen a un miembro del ejército que fuera, pero José sabía que él tenía una familia y le expresó la famosa frase de "camarada, yo voy por ti". Entonces va en busca del camión.
Las explosiones del enemigo impactaron cerca de Engling, quién murió. Se cree que le cayó una granada o un proyectil a la altura del hombro y la quijada. Probablemente está enterrado en el cementerio militar alemán en las afueras de Cambrai.